# Podargus
Podargus är ett släkte med fåglar i familjen grodmunnar inom ordningen skärrfåglar med tre arter som förekommer i södra Asien och Sydostasien:
- Marmorgrodmun (P. ocellatus)
- Papuagrodmun (P. papuensis)
- Australisk grodmun (P. strigoides)

Salomongrodmun som tidigare betraktades som en underart till marmorgrodmun urskijs numera som egen art och förs dessutom till ett eget släkte, Rigidipenna.